# Comarch
Comarch S.A. ist ein 1993 gegründeter IT-Dienstleister und Software-Hersteller, welcher in 100 Ländern auf 6 Kontinenten Niederlassungen hat.
In Deutschland ist Comarch AG an sieben Standorten vertreten.
Mutterkonzern ist die Comarch S.A., ein vom Universitätsprofessor Janusz Filipiak gegründeter Software-Hersteller aus Krakau (Polen), welcher im Dezember 2023 im Alter von 71 Jahren starb.
Seit der Gründung hat Comarch Niederlassungen und Forschungszentren in mehreren Ländern Europas, Asiens, Amerikas und dem Nahen Osten errichtet und hat sich zu einem international tätigen Anbieter von IT-Lösungen für Geschäftsprozessoptimierung und Kundenbeziehungsmanagement entwickelt. Comarch bietet IT-Lösungen für große Unternehmen, Mittelstand (ERP, BI, ECM, Financials, EDI, CRM), Telekommunikation, Banken & Versicherungen und Gesundheitswesen an und beschäftigt weltweit über 6.400 Mitarbeiter.
Comarch ist an der Warschauer Börse notiert und im polnischen Mittelwerteindex mWIG40 enthalten.
2023 erzielte Comarch mehr als 401 Millionen Euro Umsatz. Rund 15 % des Gesamtumsatzes werden jährlich für Forschung und Entwicklung eingesetzt.

## Kapitalgruppe Comarch
Comarch S.A. ist die Muttergesellschaft einer Unternehmensgruppe, u. a. NetBrokers (die größte Internetbörse für landwirtschaftliche Erzeugnisse in Polen), Interia.pl (eines der größten Internetportale in Polen), Comarch Software und Beratung AG (vormals SoftM AG) und MKS Cracovia SSA (Krakauer Sportclub).

### Comarch in Deutschland, Schweiz und Österreich

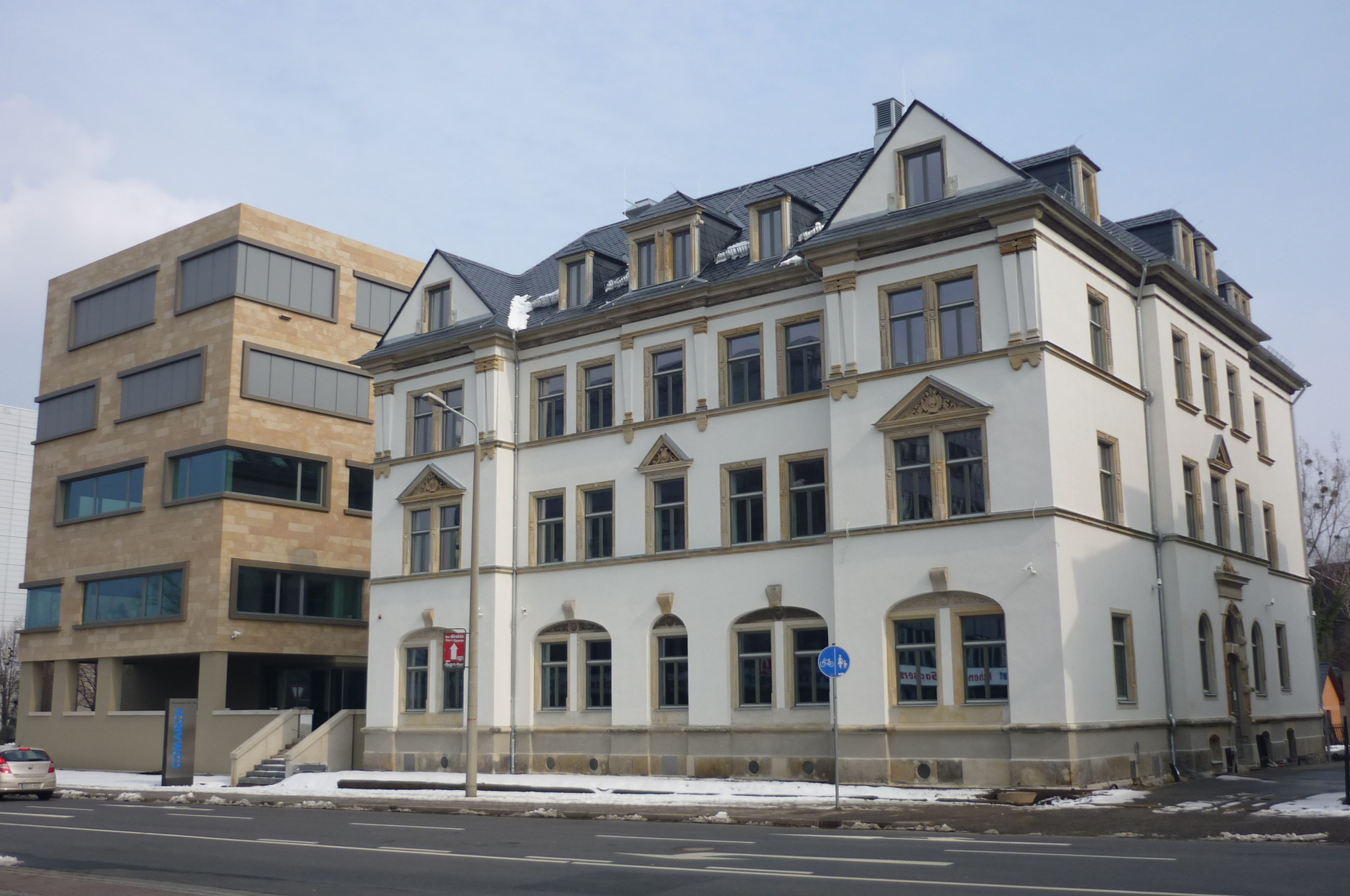
Hauptsitz von COMARCH Deutschland in Dresden (Südvorstadt)

Comarch ist seit dem Jahr 1999 in Deutschland aktiv. Von Frankfurt am Main vertrieb die eigens gegründete Comarch Software AG ihre Produkte mit Spezialisierung auf Consulting- und Integrationstätigkeiten. 2005 wurde der deutsche Hauptsitz nach Dresden verlegt.
Seit November 2008 ist Comarch Hauptaktionär (50,15 %) der SoftM Software und Beratung AG in München. Seit Juni 2010 firmiert die SoftM Software und Beratung AG unter dem neuen Namen Comarch Software und Beratung AG. Seit Februar 2009 hält Comarch 80,89 % der SoftM-Anteile.
Am 10. Dezember 2009 stieg Comarch als Großsponsor mit der Bezeichnung „Presenter“ beim TSV 1860 München ein. In der Spielzeit 2010/11 war Comarch Hauptsponsor der Münchner Löwen. 
Comarch ist mit zwei Niederlassungen in der Schweiz und einer Niederlassung in Österreich vertreten. 

## Preise & Auszeichnungen
Comarch wurde für seine IT-Lösungen in den letzten Jahren mehrfach ausgezeichnet. Der Konzern wurde vom Weltwirtschaftsforum in Davos als „Technology Pioneer“ und vom Wirtschaftsforum in Krynica als bestes New Economy-Unternehmen Mittel- und Osteuropas gewürdigt. Außerdem erhielt Comarch vom polnischen Präsidenten eine Auszeichnung als bestes polnisches Unternehmen.

### 2015
Der „Loyalty Award 2015“, einer der bekanntesten Preise in der Welt der Kundenbindung, ging in diesem Jahr an Comarchs Loyalty Programme. Die Sieger-Projekte, die in London prämiert wurden, beinhalten die Implementierungen für jetBlue Airways und airBaltic.

### 2014
Comarch SFA mit Innovationspreis-IT auf der CeBIT 2014 ausgezeichnet: Comarch Sales Force Automation (SFA), die Lösung zur Unterstützung von Vertriebsprozessen, wurde als innovativste Lösung in ihrer Kategorie ausgezeichnet und erhielt den Innovationspreis-IT 2014.

### 2013
„ERP System des Jahres“ in den Kategorien Versandhandel und Textil: Das Center for Enterprise Research hat Comarch ERP Enterprise als „ERP System des Jahres“ in der Kategorie Versandhandel und zusammen mit dem Partner ImPuls in der Kategorie Textil ausgezeichnet.
Comarch wird in das Truffle100 Ranking aufgenommen: Die Truffle-Liste repräsentiert die 100 besten europäischen IT-Konzerne.
Pipeline’s 2013 Innovation Award: Die Comarch M2M-Plattform wurde mit dem Pipeline’s 2013 Innovation Award for 'Innovation in Connectivity' ausgezeichnet.

### 2011
„ERP System des Jahres“ in der Kategorie E-Business: In der Kategorie E-Business setzte sich auf dem Kongress in Potsdam Comarch ERP Enterprise aufgrund der hervorragenden Leistung und Eigenschaften durch.